# Dansk Journalistforbund
 For alternative betydninger, se DJ (flertydig). (Se også artikler, som begynder med DJ)
Dansk Journalistforbund – Medier & Kommunikation (forkortet DJ) er et dansk fagforbund for journalister, grafikere, kommunikatører, fotografer, medieteknikere m.v. Forbundets medlemmer er dels fastansatte, dels freelancere. DJs forperson Allan Boye Thulstrup siden 2025.
DJ blev grundlagt 1. januar 1961, efter at Københavns Journalistforbund (Journalistforbundet, Kjøbenhavns Journalistforbund) var blevet sammenlagt med Dansk Journalistforening (tidligere indtil 1946 Provins-Journalistforeningen) og sammen med Socialdemokratisk Presseforening dannede det nye forbund. I 1967 blev Pressefotografforbundet en del af forbundet og to år efter også Danske Bladtegnere.
DJ er et selvstændigt fagforbund uden tilknytning til hovedorganisationer som FH og AC, men anses ikke for at være et gult fagforbund, idet forbundet ikke er imod overenskomster og heller ikke er tværfagligt.
Dog er akademisk uddannede journalister med i Foreningen af akademisk uddannede DJ-medlemmer (DJ i AC) via Fællesrepræsentationen Kommunikation, Sporg og Journalistik (FKSJ) i Akademikernes Centralorganisation.
Forbundet havde 18.000 medlemmer (pr. 1. januar 2021). Cirka 2.500 af disse er medlem gennem KaJ Kommunikations- og Journaliststuderende, Kredsen af Journaliststuderende i Odense, Danske Journaliststuderende på RUC, Kommunikationsstuderende RUC, Dansk Journalistforbund på Københavns Universitet og andrea - DJ på DMJX København, som hver især organiserer studerende på forskellige uddannelser. Under DJ's medlemmer hører specialforeningerne Danske Bladtegnere og Pressefotografforbundet. Desuden findes specialgrupperne Distriktsbladgruppen, Foreningen af Billedmedieoversættere, Fotograferne, Freelancegruppen, Visuelt Forum, Kommunikationsgruppen, Organisationsgruppen og TVGruppen.
DJ udarbejder og offentliggør statistikker om ledigheder inden for faget.

## Aktiviteter
Dansk Journalistforbunds Kreds 1 uddeler Carsten Nielsen legatet, opkaldt efter medstifter og forbundets første formand Carsten Ib Nielsen.
15 gange årligt bliver medlemsbladet Journalisten udgivet, ligesom hjemmesiden journalisten.dk også drives af forbundet.
Forbundet udpeger den komité, der uddeler Cavlingprisen.

## Formænd
Denne liste er ufuldstændig; hjælp gerne med at udfylde den.
- 1961-1971: Carsten Ib Nielsen
- 1971-1975: Vagn Fleischer Michaelsen
- 1975-1980: Carl John Nielsen
- 1980-1984: Hans Erik Larsen
- 1984-1990: Tove Hygum Jakobsen
- 1990-1999: Lars Poulsen
- 1999-2015: Mogens Blicher Bjerregård
- 2015-2019: Lars Werge Andersen
- 2019-2025: Tine Johansen
- 2025-nu: Allan Boye Thulstrup

## Forhandlingschef
Forhandlingschef i DJ i 2023 var Marianne Molin.